# Haplophthalmus rhinoceros
Haplophthalmus rhinoceros är en kräftdjursart som beskrevs av Karl Wilhelm Verhoeff1930. Haplophthalmus rhinoceros ingår i släktet Haplophthalmus och familjen Trichoniscidae. IUCN kategoriserar arten globalt som sårbar. Inga underarter finns listade i Catalogue of Life.